# 보쿠가 미타캇타 아오조라
보쿠가 미타캇타 아오조라(일본어: 僕が見たかった青空, 내가 보고 싶었던 푸른 하늘)는 일본의 여성 아이돌 그룹으로, 2023년 6월 15일에 결성.

## 개요
프로듀서 아키모토 야스시에 의한 노기자카46 라이벌 그룹으로서 결성.

## 멤버
| 이름            | 일본어 표기  | 요미가나          | 생년월일               | 출신지 | 가입기     | 비고                      |
| --------------- | ------------ | ----------------- | ---------------------- | ------ | ---------- | ------------------------- |
| 아오키 유호     | 青木宙帆     | あおき ゆほ       | 2003년 6월 13일(22세)  | 1기    | 오키나와현 |                           |
| 아키타 리안     | 秋田莉杏     | あきた りあん     | 2007년 7월 9일(18세)   | 1기    | 효고현     |                           |
| 안노 아오이     | 安納蒼衣     | あんの あおい     | 2007년 1월 30일(18세)  | 1기    | 사이타마현 |                           |
| 이토 유즈       | 伊藤ゆず     | いと ゆず         | 2001년 8월 11일(24세)  | 1기    | 지바현     | 최연장자                  |
| 이마이 유키     | 今井優希     | いまい ゆき       | 2005년 8월 28일(19세)  | 1기    | 아이치현   |                           |
| 이와모토 리코   | 岩本理瑚     | いわもと りこ     | 2007년 11월 25일(17세) | 1기    | 도쿄도     |                           |
| 카나자와 아미   | 金澤亜美     | かなざわ あみ     | 2007년 1월 24일(18세)  | 1기    | 가나가와현 |                           |
| 키노시타 아이   | 木下藍       | きのした あい     | 2009년 8월 19일(15세)  | 1기    | 도쿄도     |                           |
| 쿠도 유아       | 工藤唯愛     | くど ゆあ         | 2009년 8월 4일(16세)   | 1기    | 홋카이도   |                           |
| 시오가마 나나   | 塩釜菜那     | しおがま なな     | 2002년 7월 7일(23세)   | 1기    | 가고시마현 | 리더                      |
| 스기우라 에렌   | 杉浦英恋     | すぎうら えれん   | 2008년 6월 19일(17세)  | 1기    | 아이치현   |                           |
| 스나가 미우나   | 須永心海     | すなが みうな     | 2005년 4월 11일(20세)  | 1기    | 홋카이도   |                           |
| 니시모리 아야   | 西森杏弥     | にしもり あや     | 2003년 7월 18일(22세)  | 1기    | 고치현     |                           |
| 하기와라 코코카 | 萩原心花     | はぎはら ここか   | 2006년 6월 30일(19세)  | 1기    | 홋카이도   |                           |
| 하세가와 히토미 | 長谷川稀未   | はせがわ ひとみ   | 2003년 3월 24일(22세)  | 1기    | 사이타마현 |                           |
| 하야사키 스즈키 | 早﨑すずき   | はやさき すずき   | 2005년 3월 13일(20세)  | 1기    | 도쿄도     |                           |
| 미야코시 유리아 | 宮腰友里亜   | みやこし ゆりあ   | 2004년 10월 24일(20세) | 1기    | 후쿠이현   |                           |
| 모치나가 마나   | 持永真奈     | もちなが まな     | 2004년 1월 25일(21세)  | 1기    | 도쿄도     |                           |
| 야에가시 미이사 | 八重樫美伊咲 | やえがし みいさ   | 2010년 3월 5일(15세)   | 1기    | 도쿄도     | 최연소                    |
| 야기 토아       | 八木仁愛     | やぎ とあ         | 2007년 5월 1일(18세)   | 1기    | 도쿄도     |                           |
| 야나기오리 카렌 | 柳堀花怜     | やなぎほり かれん | 2005년 7월 24일(20세)  | 1기    | 도쿄도     | 부리더                    |
| 야마구치 유안   | 山口結杏     | やまぐち ゆあん   | 2004년 1월 25일(21세)  | 1기    | 효고현     | 2025년 10월 31일 졸업예정 |
| 요시모토 코코나 | 吉本此那     | よしもと ここな   | 2005년 12월 5일(19세)  | 1기    | 이시카와현 |                           |

### 선발
- ◎ - 센터
- △ - 선발

| 이름            | 가입기 | 1st | 2nd | 3rd | 4th | 5th | 6th |
| --------------- | ------ | --- | --- | --- | --- | --- | --- |
| 아오키 유호     | 1기    | △   |     |     |     |     |     |
| 아키타 리안     | 1기    | △   |     | △   |     |     |     |
| 안노 아오이     | 1기    | △   | △   | △   | △   | △   | △   |
| 이토 유즈       | 1기    | △   | △   | △   |     |     |     |
| 이마이 유키     | 1기    | △   |     |     |     |     |     |
| 이와모토 리코   | 1기    | △   |     |     |     |     | △   |
| 카나자와 아미   | 1기    | △   | △   | △   | △   | △   | △   |
| 키노시타 아이   | 1기    | △   |     |     |     |     |     |
| 쿠도 유아       | 1기    | △   | △   | △   | △   | △   |     |
| 시오가마 나나   | 1기    | △   | △   | △   | △   | △   |     |
| 스기우라 에렌   | 1기    | △   | △   |     |     |     | ◎   |
| 스나가 미우나   | 1기    | △   |     |     | △   | △   | △   |
| 니시모리 아야   | 1기    | △   | △   | △   | △   | △   | △   |
| 하기와라 코코카 | 1기    | △   |     |     |     |     |     |
| 하세가와 히토미 | 1기    | △   |     |     |     |     |     |
| 하야사키 스즈키 | 1기    | △   | △   | △   | △   | △   | △   |
| 미야코시 유리아 | 1기    | △   | △   |     |     |     |     |
| 모치나가 마나   | 1기    | △   |     |     | △   | △   | △   |
| 야에가시 미이사 | 1기    | △   |     |     |     |     |     |
| 야기 토아       | 1기    | ◎   | ◎   | ◎   | ◎   | ◎   | △   |
| 야나기오리 카렌 | 1기    | △   | △   | △   | △   | △   | △   |
| 야마구치 유안   | 1기    | △   |     |     |     |     |     |
| 요시모토 코코나 | 1기    | △   | △   | △   | △   | △   | △   |

## 음반 목록

### 싱글
| 1 | 2023년 8월 30일  | 青空について考える 푸른 하늘에 대해 생각하다  | 3위 |
| 2 | 2024년 1월 31일  | 卒業まで 졸업까지                             | 2위 |
| 3 | 2024년 8월 7일   | スペアのない恋僕 여벌이 없는 연복             | 2위 |
| 4 | 2024년 11월 13일 | 好きすぎてUp and down 너무 좋아서 Up and down | 5위 |
| 5 | 2025년 3월 19일  | 恋は倍速 사랑은 배속                          | 3위 |
| 6 | 2025년 8월 6일   | 視線のラブレター 시선의 러브레터              | -위 |

## 같이 보기
- 노기자카46